# Nyon
Nyon ist eine Stadt und ein Mittelzentrum in der Metropolregion Genf-Lausanne in der Schweiz. Sie ist eine politische Gemeinde und der Hauptort des gleichnamigen Distrikts des Kantons Waadt.

## Ortsname
Unter den Kelten hiess der Ort Noviodunos (latinisiert Noviodunum), während der Römerzeit Colonia Iulia Equestris.
Der Ortsname der Stadt wurde im Mittelalter Neodunum, Nevidunum, Nividunum, Novidunum, Niviodunum, Noiodunum oder auch Neomagus geschrieben.
Die deutschen Bezeichnungen Neuis und Neuss stammen aus der Zeit der Berner Herrschaft und werden heute nicht mehr verwendet.

## Geographie
Die Stadt Nyon liegt am Nordwestufer des Genfersees. Das Stadtzentrum befindet sich auf 403 m ü. M. und etwa 30 Meter über dem See, an welchem die Unterstadt und der Hafen von Nyon liegen. Die Stadt ist 34 Kilometer von der Kantonshauptstadt Lausanne und 22 Kilometer von Genf entfernt.
Das Gemeindegebiet hat eine Fläche von 6,8 km². Die Stadt liegt zwischen den Mündungen des Boiron und der Asse in den Genfersee. Ihr Gebiet erstreckt sich vom Seeufer aus drei Kilometer nach Nordwesten vom flachen Uferrandstreifen auf die leicht erhöhte anschliessende Ebene am Jurasüdfuss. Der Boiron und die Asse haben in dieser Ebene kleine Täler eingetieft. Südlich des Boiron gehört noch das Gebiet von Bois-Bougy mit dem Wald Bois Neuf und das Areal von Colovray zu Nyon und nordöstlich der Asse die Gegend von Changins, Chantemerle und Banderolle. Bei Vuarpillière folgt die Gemeindegrenze der Autobahn A1, wo die höchste Erhebung von Nyon liegt (480 m ü. M.). Von der Gemeindefläche entfielen 1997 51 % auf Siedlungen, 8 % auf Wald und Gehölze und 41 % auf Landwirtschaft.
Zu Nyon gehören die Gewerbe- und Industriesiedlung L’Asse (470 m ü. M.) rechts des gleichnamigen Flüsschens, ein Teil des Weilers Changins (436 m ü. M.) südlich des Hügels von Duillier sowie einige Hofsiedlungen.
Unterhalb des Stadtzentrums durchquert die Hauptstrasse 1 das Hafenquartier; sie liegt hier ein Stück weit direkt am Ufer des Genfersees und heisst Quai des Alpes. Das Seeufer ist auch noch beim Hafen, bei den öffentlichen Strandbädern und wenigen andern Stellen frei zugänglich. Andere Abschnitte des Seeufers gehören zu privaten Grundstücken.
Die Nachbargemeinden von Nyon sind Crans, Eysins, Signy-Avenex, Grens, Trélex, Duillier und Prangins.

## Klima
Für die Normalperiode 1991–2020 betrug die Jahresmitteltemperatur 10,7 °C, wobei im Januar mit 1,9 °C die kältesten und im Juli mit 20,1 °C die wärmsten Monatsmitteltemperaturen gemessen wurden. Im Mittel sind hier rund 63 Frosttage und 9 bis 10 Eistage zu erwarten. Sommertage gibt es im Jahresmittel rund 52, während im Schnitt 9,9 Hitzetage zu verzeichnen sind. Die Messstation von MeteoSchweiz liegt auf einer Höhe von 458 m ü. M.
|                        | Jan  | Feb  | Mär  | Apr  | Mai  | Jun  | Jul  | Aug  | Sep  | Okt  | Nov  | Dez  |   |       |
| Mittl. Temperatur (°C) | 1,9  | 2,7  | 6,6  | 10,2 | 14,2 | 18,0 | 20,1 | 19,6 | 15,5 | 11,0 | 5,9  | 2,7  | ⌀ | 10,7  |
| Mittl. Tagesmax. (°C)  | 4,5  | 6,1  | 10,9 | 15,0 | 19,2 | 23,2 | 25,6 | 25,1 | 20,2 | 14,7 | 8,7  | 5,1  | ⌀ | 14,9  |
| Mittl. Tagesmin. (°C)  | −0,7 | −0,5 | 2,3  | 5,1  | 9,0  | 12,6 | 14,6 | 14,4 | 11,1 | 7,5  | 3,0  | 0,1  | ⌀ | 6,6   |
|                        |      |      |      |      |      |      |      |      |      |      |      |      |   |       |
| Niederschlag (mm)      | 82   | 63   | 64   | 67   | 86   | 84   | 84   | 84   | 86   | 98   | 96   | 100  | Σ | 994   |
|                        |      |      |      |      |      |      |      |      |      |      |      |      |   |       |
| Sonnenstunden (h/d)    | 2,3  | 3,8  | 5,5  | 6,4  | 6,9  | 8,1  | 8,6  | 7,9  | 6,4  | 4,1  | 2,5  | 1,8  | ⌀ | 5,4   |
|                        |      |      |      |      |      |      |      |      |      |      |      |      |   |       |
| Regentage (d)          | 10,1 | 8,1  | 8,3  | 8,5  | 10,9 | 9,5  | 9,0  | 8,7  | 7,8  | 10,0 | 10,1 | 10,4 | Σ | 111,4 |
|                        |      |      |      |      |      |      |      |      |      |      |      |      |   |       |
| Luftfeuchtigkeit (%)   | 81   | 75   | 68   | 66   | 69   | 67   | 65   | 68   | 73   | 80   | 82   | 82   | ⌀ | 73    |

| −0,7 |

| −0,5 |

| 2,3 |

| 5,1 |

| 9,0 |

| 12,6 |

| 14,6 |

| 14,4 |

| 11,1 |

| 7,5 |

| 3,0 |

| 0,1 |

| −0,7 |

| −0,5 |

| 2,3 |

| 5,1 |

| 9,0 |

| 12,6 |

| 14,6 |

| 14,4 |

| 11,1 |

| 7,5 |

| 3,0 |

| 0,1 |

## Geschichte
Das Gebiet von Nyon hat eine lange Siedlungsgeschichte. Die frühesten Funde stammen aus dem Neolithikum, als sich am Seeufer ein kleines Dorf befand.

### Keltische und römische Zeit

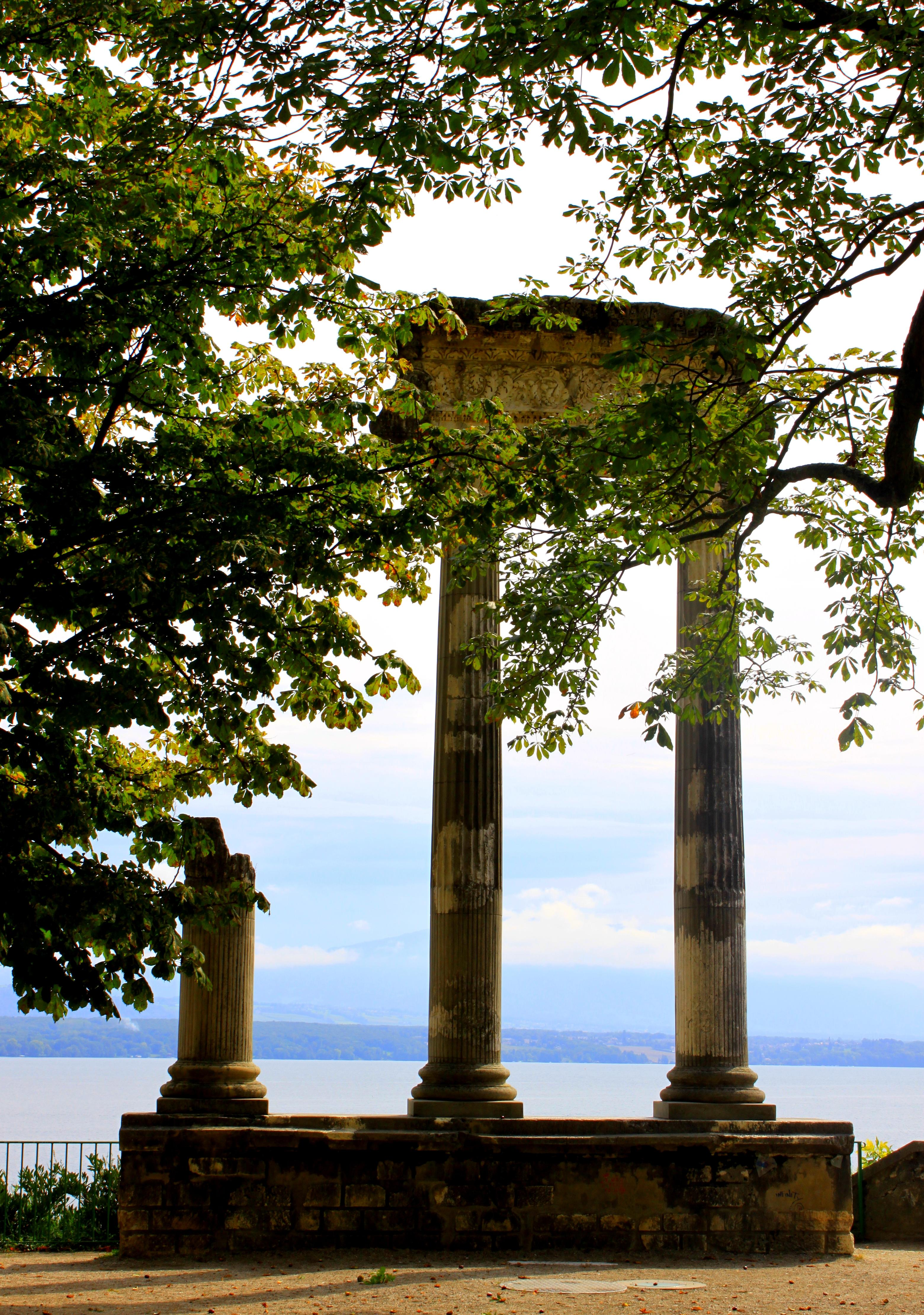
Römische Säulen, über dem Genfersee wieder aufgerichtet

Im 1. Jahrhundert vor Christus lag im Gebiet des heutigen Nyon die befestigte Siedlung Noviodunos, die von einem Stamm der Helvetier bewohnt war. Vermutlich brannten diese bei ihrem Auszug nach Gallien um 58 vor Christus die Stadt nieder. Von Caesar zur Rückkehr gezwungen, liessen sich die Helvetier wieder in ihrem alten Siedlungsgebiet und auch am Ufer des Genfersees nieder. Um 45 vor Christus gründeten die Römer die Stadt Colonia Iulia Equestris, die bald zur wichtigsten Ortschaft am Genfersee während der Römerzeit aufstieg. Das Ortszentrum befand sich auf der Geländeterrasse im Bereich des Schlosses an der Stelle der heutigen Altstadt. Sie bestand aus einem Forum mit Haupttempel, ausgestattet mit reichen Fussbodenmosaiken, sowie einer Basilika. Die ersten Ausgrabungen wurden im 19. Jahrhundert vorgenommen, weitere Grabungen folgten 1974. Vor einigen Jahren wurden die Grundmauern des Amphitheaters von Nyon wiederentdeckt. Über die Wohngebiete der Kolonie ist hingegen nur wenig bekannt. Colonia Iulia Equestris wurde mit einem Aquädukt mit Wasser aus dem Fluss Versoix versorgt. Einige Reste dieses teilweise unterirdisch verlaufenden Aquädukts sind erhalten.
In der Spätantike löste die Stadt Aventicum (Avenches) die Colonia Iulia Equestris als regionales Zentrum ab, zunehmend gewann auch Genava (Genf) immer mehr an Bedeutung. Ein erstes Mal wurde die Stadt Nyon nach der Mitte des 3. Jahrhunderts zerstört, später aber unter dem Namen Civitas Equestris wieder aufgebaut. Die Zerstörung und Aufgabe der Stadt ist ins 5. Jahrhundert zu datieren.

### Mittelalter und Neuzeit

Luftbild von Werner Friedli (1949)

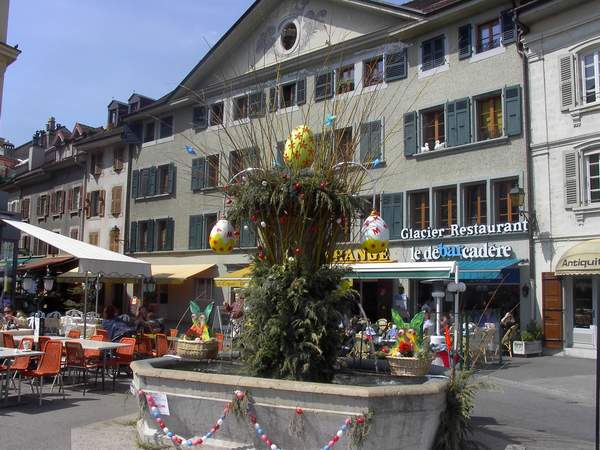
Osterbrauch

Die Stadt Nyon wurde im Mittelalter, wohl im 11. oder dem 12. Jahrhundert, gegründet. Sie gehörte zur Herrschaft Prangins in der Grafschaft Waadt und kam 1293 an das Haus Savoyen. Nachdem Nyon im 13. Jahrhundert Stadtrechte erhalten hatte, erlebte es unter den Savoyern einen wirtschaftlichen Aufschwung und wurde Münzprägestätte (bis zum 15. Jahrhundert).
Mit der Eroberung der savoyischen Waadt durch Bern im Jahr 1536 wurde Nyon zum Sitz der gleichnamigen Vogtei erhoben. 1711 wurde die Vogtei Bonmont von Nyon abgetrennt. Nach dem Zusammenbruch des Ancien Régime gehörte die Stadt von 1798 bis 1803 während der Helvetik zum Kanton Léman, der anschliessend mit der Inkraftsetzung der Mediationsverfassung im Kanton Waadt aufging. Seit 1798 ist Nyon Hauptort des gleichnamigen Bezirks. Von 1781 bis 1813 erlangte die Stadt Weltbekanntheit als Sitz einer Porzellanmanufaktur.
In Nyon verhandelte die Zweite Spanische Republik mit dem faschistisch regierten Königreich Italien über dessen verdeckten U-Boot-Krieg gegen spanische Schiffe. Italien hatte Spanien an der Seite Francos im  Spanischen Bürgerkrieg angegriffen. Da die beiden Staaten offiziell aber nicht miteinander im Krieg waren, behandelten die beiden Abkommen von Nyon vom 14. und 17. September 1937 die „Piraterie“.

## Bevölkerung
| Bevölkerungsentwicklung |       |       |       |       |       |       |        |        |        |        |        |
| Jahr                    | 1850  | 1900  | 1910  | 1930  | 1950  | 1960  | 1970   | 1980   | 1990   | 2000   | 2023   |
| Einwohner               | 2'417 | 4'882 | 5'096 | 5'107 | 6'064 | 7'643 | 11'424 | 12'842 | 14'747 | 16'182 | 23'016 |

Mit 23'016 Einwohnern (Stand 31. Dezember 2023) gehört Nyon zu den grössten Gemeinden des Kantons Waadt. Von den Bewohnern sind 75,9 Prozent französischsprachig, 5,7 Prozent deutschsprachig und 4,0 Prozent englischsprachig (Stand 2000). Nach 1950 setzte eine rasante Bevölkerungszunahme ein, seither hat sich die Einwohnerzahl von Nyon verdreifacht. Das Siedlungsgebiet von Nyon ist inzwischen mit demjenigen von Prangins lückenlos zusammengewachsen.

## Politik
- Grüne: 27
- SP: 23
- GLP: 5
- PIN: 13
- FDP: 23
- SVP: 9

Gesetzgebende Behörde ist der von den Stimmberechtigten der Gemeinde Nyon alle vier Jahre gewählte Gemeinderat (conseil communal). Die 100 Abgeordneten werden im Proporzwahlverfahren gewählt. Die Aufgaben des Gemeinderates umfassen die Budget- und Rechnungsabnahme, die Festlegung der Gemeindereglemente und die Kontrolle der Exekutive. Bei den Wahlen vom 7. März 2021 ergab sich die Sitzverteilung wie in der nebenstehenden Grafik dargestellt.
Bei den Schweizer Parlamentswahlen 2019 betrugen die Wähleranteile in Nyon: SP 22,8 % FDP 21,5 %, Grüne 20,8 %, SVP 13,7 %, glp 10,8 %, POP/Sol 3,9 %, CVP 2,6 %, EVP 1,3 %.

## Wirtschaft

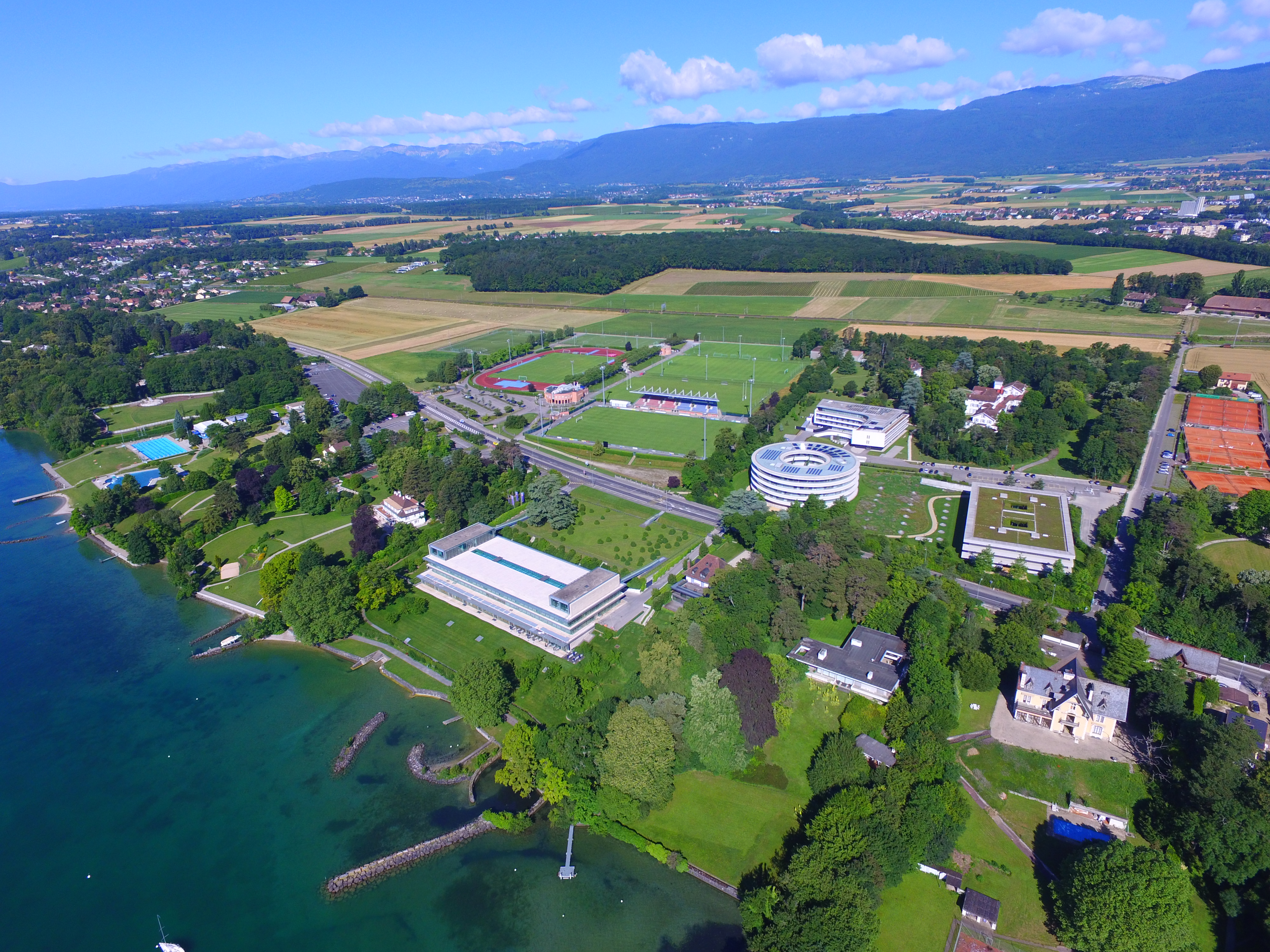
Das UEFA-Hauptquartier in Nyon mit dem alten UEFA-Verwaltungsgebäude am Genfersee und dem kreisförmigen UEFA-Neubau La Clairière (2016)

Nyon war seit dem Mittelalter eine gewerblich und landwirtschaftlich geprägte Kleinstadt. Heute spielt die Landwirtschaft als Erwerbsquelle nur noch eine geringe Rolle. Sie konzentriert sich dank den fruchtbaren Böden auf den Acker- und Gemüsebau, an den nach Süden ausgerichteten Hangpartien ausserhalb des Siedlungsgebietes wird Weinbau betrieben.
Die Stadt ist ein regionales Industrie- und Dienstleistungszentrum, das dank der hervorragenden Verkehrserschliessung an der Achse Genf–Lausanne in den vergangenen Jahrzehnten stark gewachsen ist. Bedeutende Industriezweige sind die Medikamentenherstellung, die Nahrungsmittel-, die chemische, die metallurgische und die Zündholzindustrie, ausserdem die Werkzeug-, Uhren- und Töpferwarenherstellung und graphische Betriebe.
In Nyon befinden sich der Hauptsitz der 1980 gegründeten Uhrenmanufaktur Hublot sowie der Sitz der internationalen Gewerkschaftsorganisation UNI Global Union. In Nyon steht ein Werk von Novartis, welches das Schnupfenspray Otrivin und das Antimykotikum Lamisil herstellt und seit 2015 eine Gemeinschaftsproduktion für rezeptfreie Medikamente von Novartis und dem britischen Pharmahersteller GlaxoSmithKline ist. Da Nyon auch als Verwaltungs- und Bankzentrum gilt, gehören die meisten Arbeitsplätze zum Dienstleistungssektor.
Seit 1995 ist Nyon Sitz des Fussballverbandes UEFA, der sein Verwaltungsgebäude am Genfersee errichtet hat. Dort wird jeweils die Auslosung zu den Eurocup-Wettbewerben veranstaltet. 1988 wurde das Centre d’enseignement secondaire supérieur (CESSOUEST) eröffnet. Seit 1886 besteht in Changins die Station fédérale de recherches agronomiques de Changins, ein Betrieb der Eidgenössischen landwirtschaftlichen Forschungsanstalt Agroscope.  In Changins befindet sich auch die École d’ingénieurs de Changins, wo die önologischen Fachkräfte der französischsprachigen Schweiz ausgebildet werden.

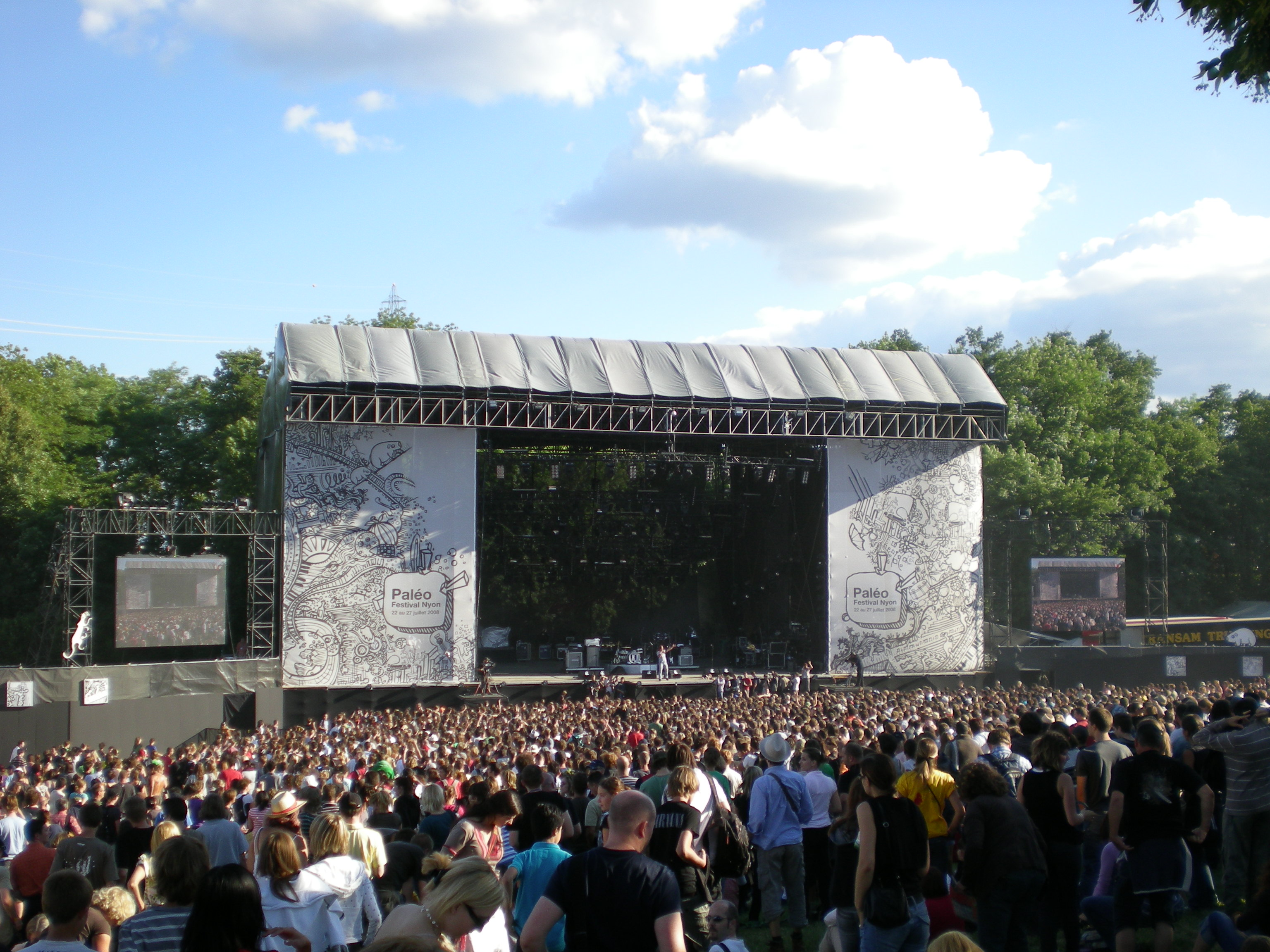
Das Paléo Festival Nyon

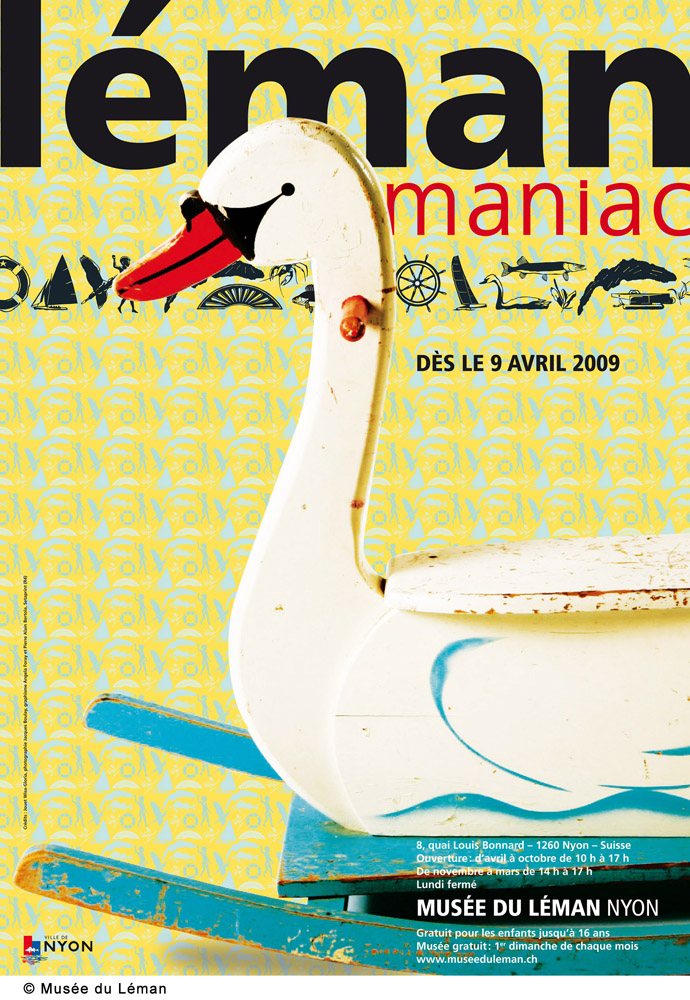
Ausstellungsplakat des Musée du Léman, 2009

## Kultur
In Nyon finden jährlich bedeutende Kulturveranstaltungen statt. Das Paléo Festival Nyon ist eines der grössten Freiluftfestivals der Schweiz. Daneben gibt es weitere Tanz- und Filmfestivals, ein Dokumentarfilmfestival, unter anderem das international bekannte Visions du Réel, und Konzerte. Das Theater L’Usine à Gaz ist an der von der Europäischen Union geförderten französisch-schweizerischen Theaterkooperation ACT Art en Coopérative Transfrontalière beteiligt.
Als Sommerkurort am Genfersee hat Nyon auch touristische Bedeutung. Die Stadt besitzt mehrere Museen, wie beispielsweise das Musée Romain (seit 1979) in den Ruinen der römischen Basilika, das Musée du Léman (seit 1954), das die Naturkunde und die Kulturgeschichte des Genfersees dokumentiert, und das Musée historique et des porcelaines (seit 1860) im Schloss Nyon, das besonders die qualitätsvolle Keramik von Nyon aus dem 18. und dem frühen 19. Jahrhundert zeigt.
In der Osterzeit werden die Brunnen der Stadt nach dem traditionellen Osterbrauch mit Blumen, Zweigen, Bändern und farbigen Eiern geschmückt.

## Sehenswürdigkeiten

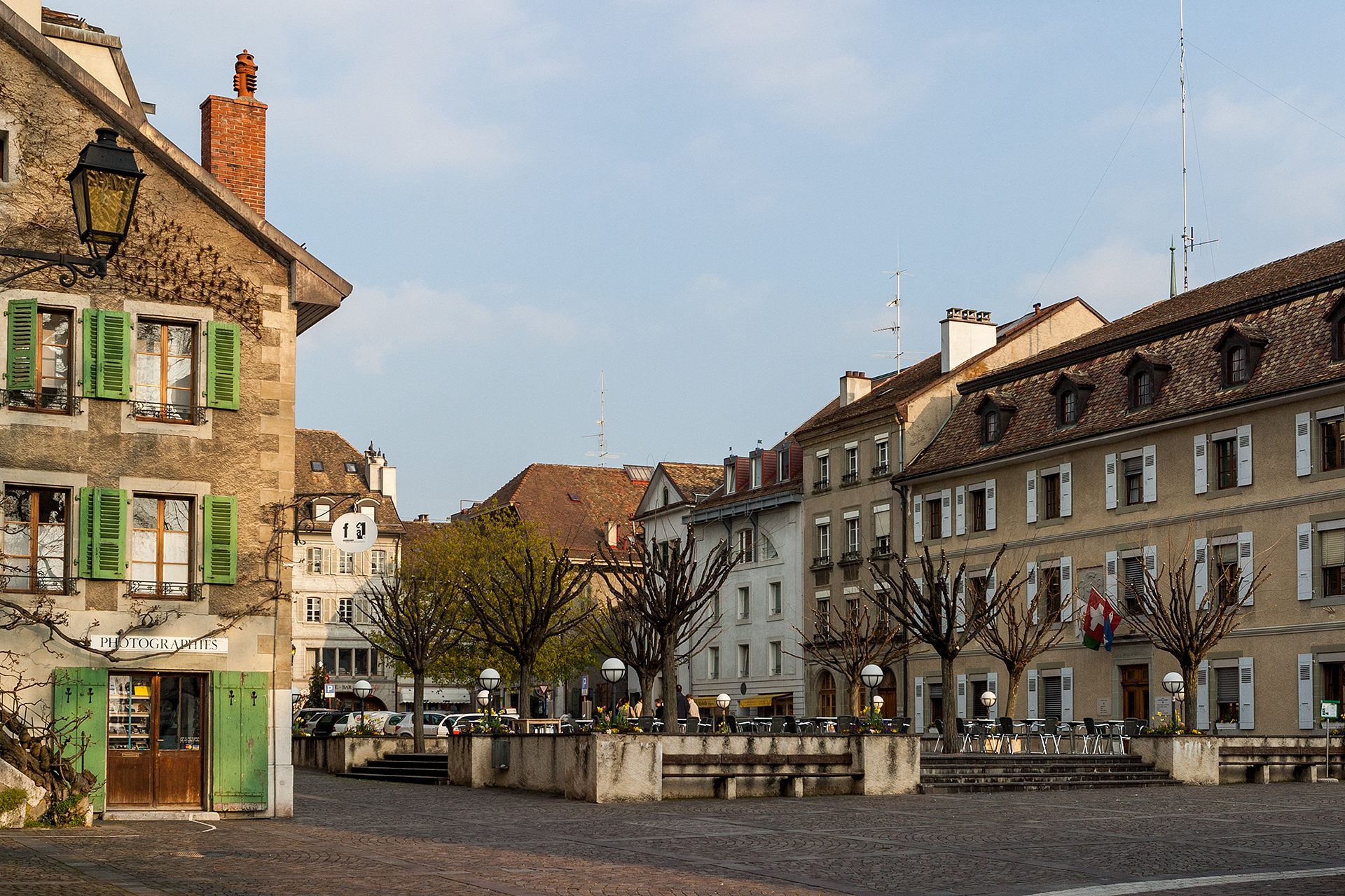
Zentrum der Altstadt von Nyon

Reste der römischen Basilika und des Forums können heute im Römischen Museum besichtigt werden. Von der Römerzeit zeugen überdies die drei Säulen des ehemaligen Forums, die heute am Stadteingang stehen. Erst 1996 wurde das ehemalige Amphitheater entdeckt.

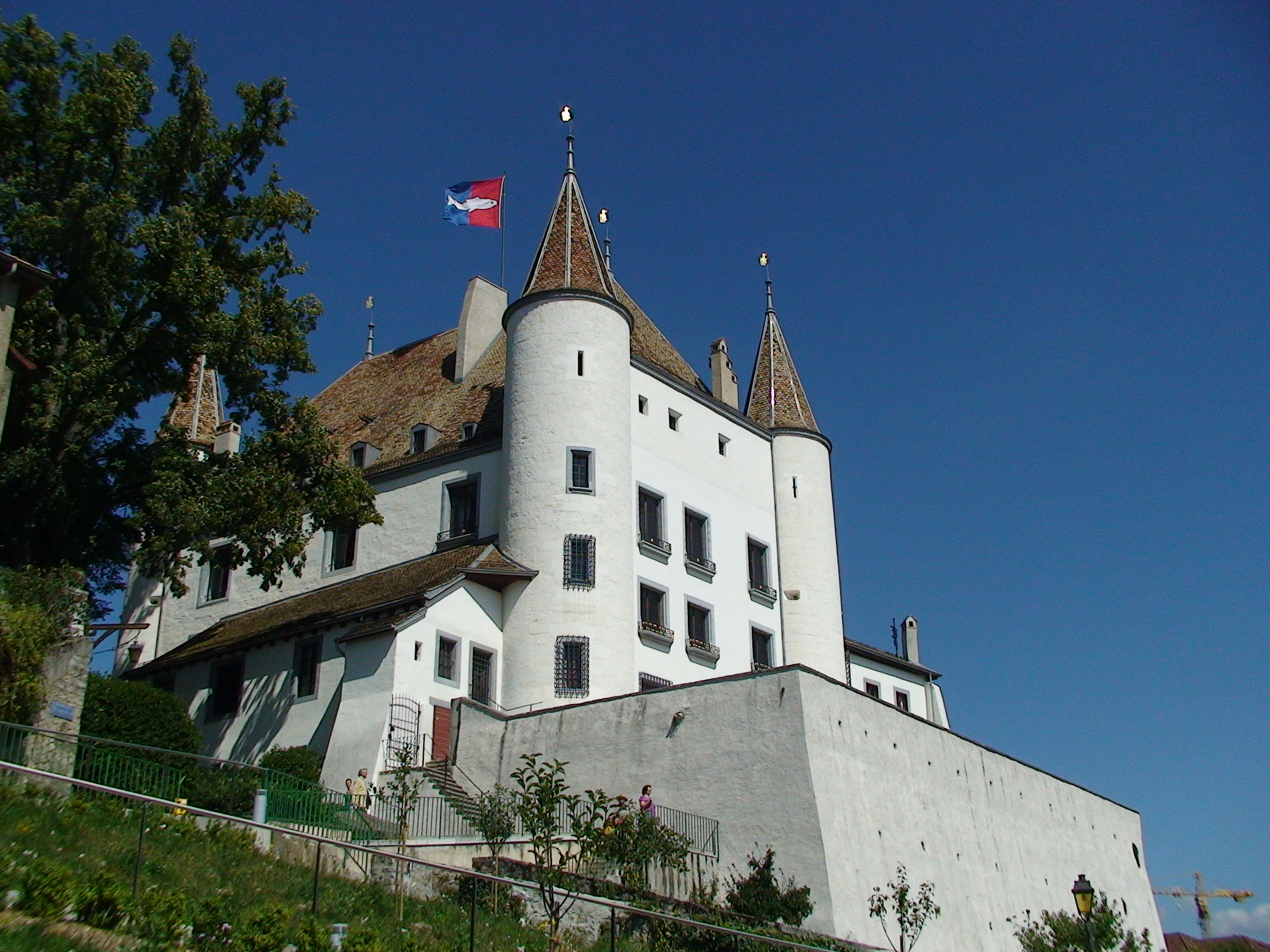
Das Schloss von Nyon

Die Stadtanlage wurde im Mittelalter auf den römischen Fundamenten aufgebaut und orientierte sich am antiken Grundriss. Die Altstadt zeigt heute noch ein teilweise mittelalterliches Stadtbild mit charakteristischen Patrizierhäusern im spätgotischen Stil. Von der Stadtbefestigung im 12. Jahrhundert unter den Herren von Prangins sind noch die Tour de César (deutsch «Cäsarturm»; auch Tour de Rive genannt) sowie Teile der Ringmauer erhalten.

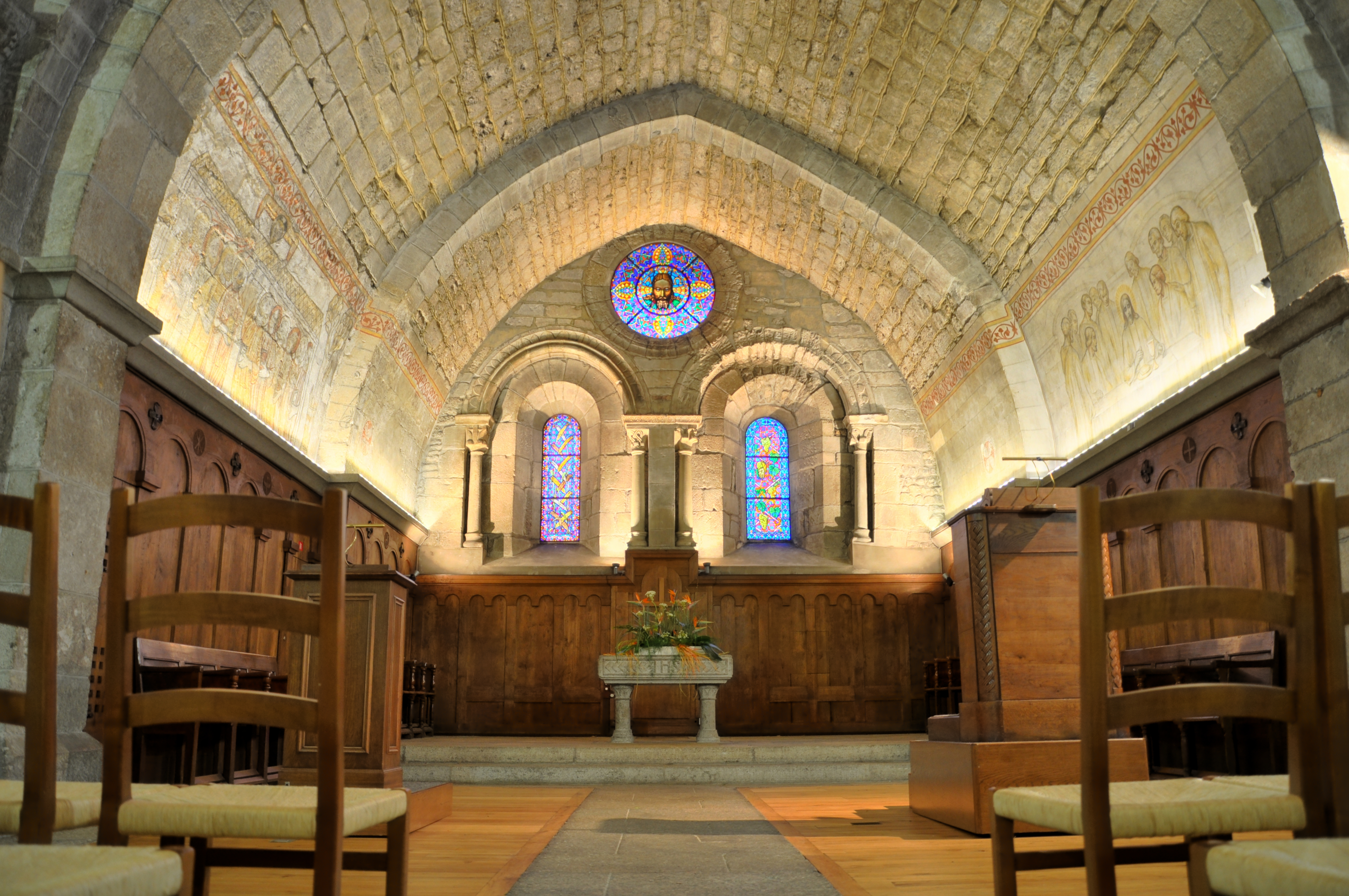
Innenraum der reformierten Stadtkirche

Die reformierte Pfarrkirche Notre-Dame oder Temple de Nyon ging aus einer ehemaligen Prioratskirche hervor. Diese wurde im 12. Jahrhundert an der Stelle eines vermutlich vor 700 erbauten Gotteshauses errichtet. Das Mauerwerk der Kirche stammt zum grössten Teil aus dem 14. Jahrhundert, das Gewölbe und die Seitenkapellen wurden 1471–1781 erbaut. Aus der romanischen Zeit sind Teile des Chors und die Wandmalereien erhalten. Grössere Umbauten wurden im 18. und 19. Jahrhundert vorgenommen; damals stellte der Waadtländer Künstler François de Ribaupierre neue Glasfenster für die Kirche her. Der Glockenturm wurde 1934 neu gebaut.
Das Schloss Nyon am Ostende der Altstadt wurde im 13. Jahrhundert erbaut. Es diente zunächst den Grafen und Herzögen von Savoyen, in der Berner Zeit den Landvögten als Residenz. Der ursprüngliche Bau wurde in der Zeit von 1574 bis 1583 stark erweitert und umgestaltet. Das Schloss hat einen viereckigen Grundriss mit vier Seitentürmen. Es beherbergt heute das Musée historique et des porcelaines de Nyon (mit einer reichen Sammlung zur Ortsgeschichte und an Porzellan und Fayencen).
Zu den bedeutenden Bauwerken in der Altstadt zählen die Porte Sainte-Marie (aus dem 18. Jahrhundert), das Maison Bonnard mit einem Turm aus dem 15. Jahrhundert und das Hôtel de Ville (auch Maison Lancaster genannt) aus dem 16. Jahrhundert mit Sonnenuhren an der Fassade. Das ehemalige Kollegium ist ein klassizistischer Bau von 1784–1792.
Im Quartier am Seeufer unterhalb der Altstadt mit Häusern aus dem 18. und dem 19. Jahrhundert waren früher vor allem Gewerbe, Handel und Fischerei vertreten.
Auch Gebäude der neueren und der modernen Architektur sind in Nyon zahlreich vertreten. Der Architekt Gustave Falconnier beeinflusste mit seiner Erfindung des mundgeblasenen Glasbausteins die Formensprache der neuen Architektur. Als Werke der Moderne sind in Nyon besonders das Gymnasium nach einem Entwurf von Vincent Mangeat und das Sekundarschulhaus zu erwähnen.

## Verkehr

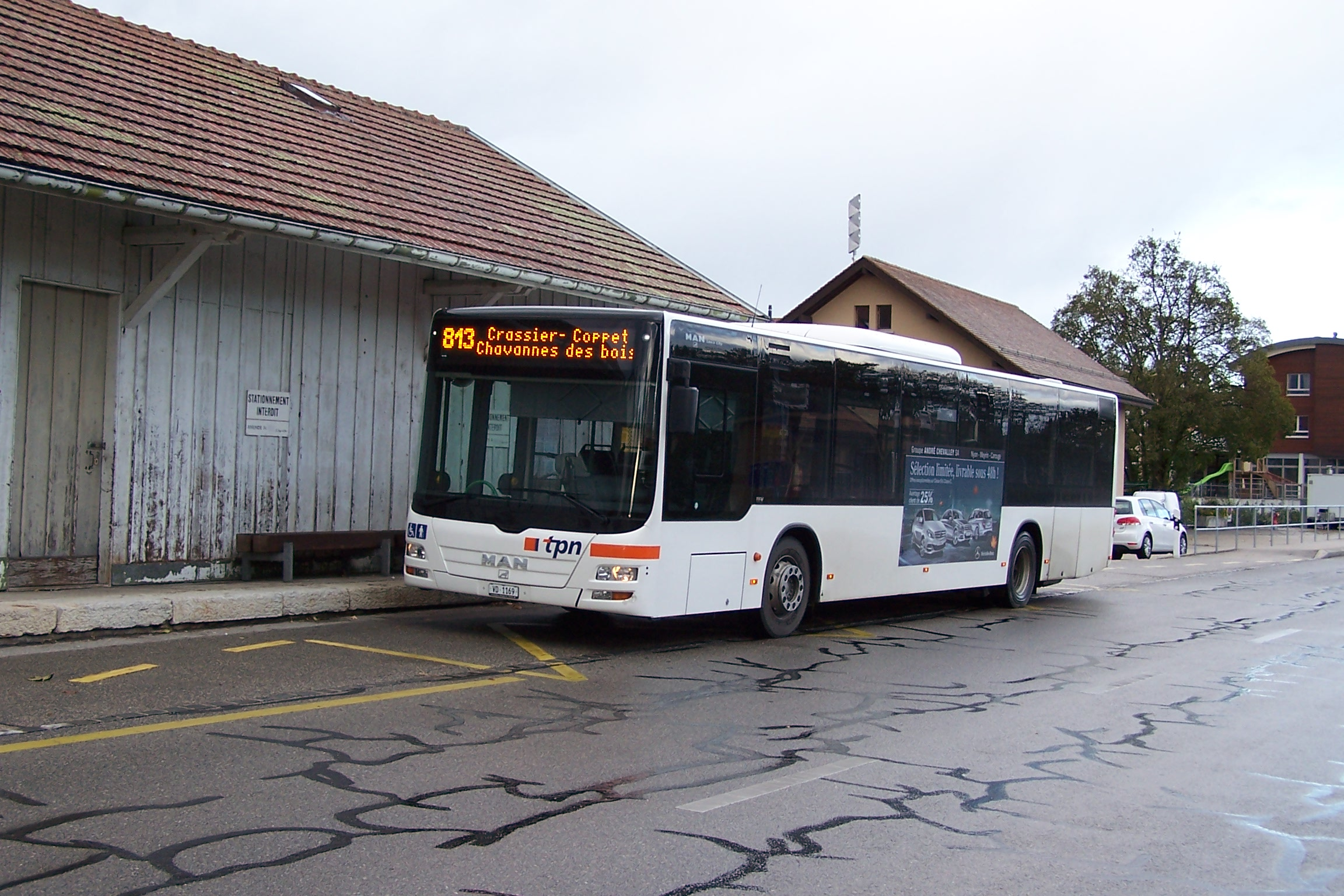
Bus der TPN (Transports publics de la région nyonnaise) in Crassier

Die Stadt liegt an der Hauptstrasse 1 von Genf entlang dem Seeufer nach Lausanne und weiter nach Bern. Diese Strasse führt bei Nyon direkt am See entlang. Bei Nyon zweigt die Strasse über den Col de la Givrine nach Morez in Frankreich ab. Der Autobahnanschluss Nyon an der 1964 eröffneten A1 (Genf–Lausanne) ist 3 km vom Stadtkern entfernt.
Am 14. April 1858 wurde der Abschnitt von Morges nach Coppet der SBB-Linie Lausanne–Genf mit dem Bahnhof Nyon in Betrieb genommen. Die meterspurige Nyon–Saint-Cergue–Morez-Bahn (NStCM) von Nyon nach Saint-Cergue, die auch Nyons Aussenquartiere erschliesst, wurde am 12. Juli 1916 eingeweiht. Von 1905 bis 1962 war ferner die Bahnstrecke Nyon–Crassier von Nyon nach Divonne-les-Bains in Frankreich in Betrieb. Nach der Stilllegung dieser Linie wird nur noch der Abschnitt von Nyon bis Eysins für den Gütertransport genutzt.
Für die Feinverteilung im öffentlichen Verkehr sorgt das Stadtbusnetz von Nyon (Transports publics de la région nyonnaise). Daneben gibt es Postautokurse in die umliegenden Gemeinden, nach Coppet, Gingins und Gimel.
Auf dem Genfersee ist Nyon an das Netz der Personenschifffahrt auf dem Genfersee angebunden.

## Sport
Das Centre sportif de Colovray ist die Heimspielstätte des Fussballvereins Stade Nyonnais und des Rugbyvereins Nyon RC.

## Städtepartnerschaft
Seit 8. September 2001 besteht ein Freundschaftsabkommen zwischen Nyon und der französischen Stadt Nyons im Département Drôme.

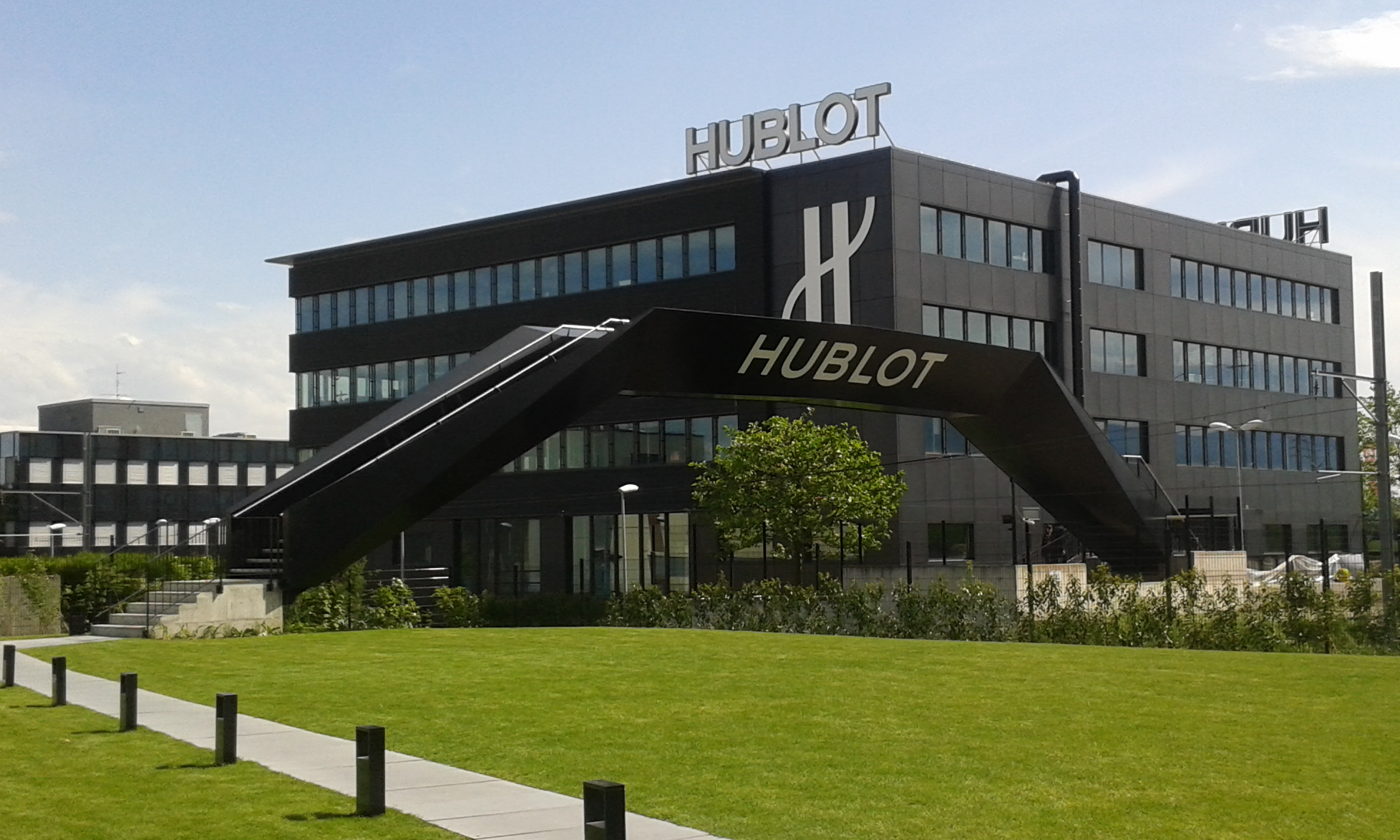
Uhrenfabrik Hublot

## Persönlichkeiten
- John William Fletcher (1729–1785), methodistischer Theologe und anglikanischer Pfarrer in England
- Élie-Salomon-François Reverdil (1732–1808), Gelehrter und Politiker; 1760 bis 1767 Hofmeister des dänischen Kronprinzen und Königs Christian VII.
- Jacques Étienne Gay (1786–1864), Botaniker
- Marc Thury (1822–1905), Botaniker
- Gustave Falconnier (1845–1913), Architekt und Politiker
- Arnold C. Klebs (1870–1943), schweizerisch-US-amerikanischer Medizinhistoriker, lebte in Nyon
- Alfred Cortot (1877–1962), französischer Pianist, Klavierpädagoge, Komponist, Dirigent und Musikschriftsteller
- Marcel Meyer de Stadelhofen (1878–1973), Jurist, Sportschütze und Weltmeister, Präsident des Schweizerischen Olympischen Comités
- Louis Mercanton (1879–1932), Schauspieler, Filmregisseur, Drehbuchautor und Filmproduzent
- Georges de Mestral (1907–1990), Ingenieur, Erfinder des Klettverschlusses
- André Péry (1921–2008), Pfarrer, Schriftsteller und Übersetzer
- André Haefliger (1929–2023), Mathematiker
- Edith Kammer (1932–2022), Schriftstellerin
- Jean-Michel Olivier (* 1952), Schriftsteller und Literaturkritiker
- Béatrice Graf (* 1964), Jazzmusikerin
- Patrick Heiz (* 1973), Architekt
- Caroline Cuénod (* 1980), Filmregisseurin
- Ellen Sprunger (* 1986), Siebenkämpferin
- Kevin Fickentscher (* 1988), Fussballtorhüter
- Léa Sprunger (* 1990), Leichtathletin
- Jean-Lou Treboux (* 1990), Jazzmusiker
- Dan Ndoye (* 2000), Fussballspieler